# مسجد جامع هفتهر
مسجد جامع هفتهر مربوط به دوره صفوی است و در شهرستان میبد، بخش ندوشن، دهستان ندوشن، روستای هفتهر واقع شده و این اثر در تاریخ ۷ اسفند ۱۳۸۶ با شمارهٔ ثبت ۲۱۷۱۳ به‌عنوان یکی از آثار ملی ایران به ثبت رسیده است.